# Sehol QX
La Sehol QX (chiamata anche JAC JS6) è un'autovettura di tipo crossover SUV prodotta dalla casa automobilistica cinese JAC Motors dal 2021 e venduta dal brand Sehol.

## Storia
La QX è il primo modello totalmente nuovo del marchio Sehol nato dalla joint venture tra la JAC e la Volkswagen. I precedenti modelli non erano altro che dei restyling di modelli JAC già in produzione. Venne sviluppata in un periodo di due anni (codice progettuale S811) e venne disegnata dal centro stile JAC di Torino e ingegnerizzata in Cina con l’aiuto di un team di tecnici provenienti dalla Volkswagen.
Si tratta di una SUV di segmento C presentata al salone dell’auto di Shanghai nell’aprile del 2021 che va a sostituire la vecchia JAC Refine S5. Nei mercati di esportazione il marchio Sehol non viene utilizzato e la vettura viene commercializzata come JAC JS6.
Il telaio di base denominato MIS è inedito ed è stato sviluppato a partire dalla piattaforma del modello Refine S7 integrando alcuni moduli derivati dalla Piattaforma Volkswagen MQB. La struttura è a trazione anteriore con un passo di 2,720 metri, la carrozzeria è di tipo monoscocca mista in acciai alto-resistenziali e acciai a deformazione programmata. Le sospensioni anteriori sono a ruote indipendenti di tipo MacPherson, le posteriori sono a ruote indipendenti con schema Multilink e barra stabilizzatrice. 
Tra i dispositivi di sicurezza di serie vi sono sei airbag, ABS, EBD, controllo della stabilità ESP e della trazione, sistema di monitoraggio della pressione degli pneumatici e il pacchetto di ADAS di livello due con frenata automatica d’emergenza con riconoscimento pedoni, ciclisti e ostacoli, mantenimento corsia attivo, sensore stanchezza guidatore, avviso di veicolo in fase di sorpasso e freno a mano elettrico con auto hold e blocco della vettura nelle partenze in salita. 
La QX è lunga 4,605 metri, alta 1,70 metri e larga 1,890 metri. 
La gamma motori si compone di un propulsore a benzina da 1.5 litri quattro cilindri con fasatura variabile VVT e iniezione diretta, turbocompressore Garrett erogante 184 cavalli e 300 N·m di coppia a 1500 giri abbinato ad un cambio manuale a 6 rapporti oppure un automatico Getrag a doppia frizione a 6 rapporti.